# Borkovany
Borkovany là một làng thuộc huyện Břeclav, vùng Jihomoravský, Cộng hòa Séc.